# فرد يونغ (مخرج)
فرد يونغ (بالإندونيسية: Fred Young)‏ هو مخرج إندونيسي، ولد في 31 أكتوبر 1900 في سمارانغ في إندونيسيا، وتوفي في 2 يونيو 1977 في مالانغ في إندونيسيا.

## وصلات خارجية
- فرد يونغ على موقع IMDb (الإنجليزية)